# جان دیکین (بازیکن فوتبال)
جان دیکین (انگلیسی: John Deakin؛ زادهٔ ۲۹ سپتامبر ۱۹۶۶) بازیکن فوتبال اهل بریتانیا است.
از باشگاه‌هایی که در آن بازی کرده‌است می‌توان به باشگاه فوتبال دونکستر راورز، باشگاه فوتبال بارنزلی، باشگاه فوتبال شپشد دینامو، باشگاه فوتبال کارلایل یونایتد، باشگاه فوتبال کیدرمینستر هاریرس، باشگاه فوتبال ووستر سیتی، باشگاه فوتبال بیرمنگام سیتی، و باشگاه فوتبال وایکام واندررز اشاره کرد.